# 坂本雅彦
坂本 雅彦（さかもと まさひこ、1964年 - ）は、日本の地方公務員。東京都産業労働局長、東京都政策企画局長を経て、東京都教育委員会教育長。

## 人物・経歴
神奈川県生まれ。東京大学文学部社会学科卒業。1990年東京都入庁、労働経済局。東京都財務局主計部、東京都総務局、東京都産業労働局企画計理課長。東京都産業労働局商工部調整課長、東京都産業労働局総務部総務課長、東京都環境公社総務部長、東京都産業労働局観光部長等を経て、2017年東京都産業労働局商工部長、東京都中小企業振興公社副理事長、ファッション産業人材育成機構理事。
2019年東京都産業労働局総務部長。2020年東京都産業労働局次長（総務部長事務取扱）、2020年東京オリンピック・パラリンピック競技大会における日本の食文化の発信に係る関係省庁等連絡会議構成員。2021年東京都産業労働局長、東京臨海ホールディングス取締役、東京ビッグサイト取締役、東京観光財団副理事長、東京都東京信用保証協会理事。2024年4月東京都政策企画局長、2024年10月東京都教育委員会教育長。